# Luca Marmorini
Luca Marmorini (Arezzo, 17 giugno 1961) è un ingegnere italiano.
Dal 2009 al 2014 è stato il Direttore Motori ed Elettronica della Scuderia Ferrari di Formula 1.

## Biografia
Laureato in Ingegneria meccanica all'Università di Pisa, si è specializzato nella stessa università conseguendo il dottorato di ricerca, con attività svolta in parte presso il Massachusetts Institute of Technology.
È stato ufficiale di complemento della Marina Militare corpo tecnico (Genio Navale) nel periodo 1987-1988 (attualmente grado di sottotenente di vascello). 
È entrato in Ferrari nel 1990 nell'ufficio calcoli della Gestione Sportiva, occupandosi di ricerca e sviluppo. Nel 1999 si è trasferito al team Toyota F1, divenendo responsabile del reparto motori. Nel 2009 è tornato in Ferrari, occupandosi del ruolo in precedenza affidato a Gilles Simon.
Ha lasciato il proprio incarico in Ferrari nell'agosto 2014, dopo il deludente avvio di stagione della scuderia.
Uscito dalla Formula 1, Marmorini si è occupato di consulenze su programmi innovativi prima di dare vita alla Marmotors, l’engineering che lavora a progetti avanzati. Fra questi si inserisce la cooperazione con l’Aprilia che lo porta in MotoGP, collaborando alla progettazione del motore dell'Aprilia RS-GP 2021.
Il 4 giugno 2022 rimane nel motomondiale diventando consulente motoristico per la Yamaha.